# Алма-Атинская швейная фабрика имени Гагарина
Алма-Атинская швейная фабрика имени Гагарина, производственное объединение, Министерства лёгкой промышленности Казахской ССР (ул. Фурманова, 100). Создано было в 1975 году на базе швейной фирмы, основанной в 1941 году, выпускающей военное обмундирование в годы Великой Отечественной войны. Швейная фабрика специализировалась по выпуску верхней женской одежды 153 моделей, в том числе 50 с Государственным знаком качества с индексом «Н»(новинка). В 11 основных и вспомогательных цехах было установлено 1330 единиц, технологического оборудования, 10 % которого полуавтоматы, поточные линии. Фабрика получала ткани и полуфабрикаты отечественного и импортного производства, реализовало продукцию на территории республики. В 1983 году годовой план реализации составил 66,7 млн рублей. За годы X пятилетки производительность труда выросла на 21,5 %. Предприятие работало по методу бездефектной сдачи продукции. На швейной фабрике имелось: библиотека (книжный фонд 6,5 тыс. ед.), здравпункт, общежитие на 500 мест, 3 детских сада, пионерский лагерь Гагаринец.
В 1990-х годах приватизировано, выведено из государственной собственности, преобразовано в Акционерное общество и ликвидировано. Оборудование, здание и объекты предприятия проданы.